# ボブ・マイヤーズ
ロバート・マイケル・マイヤーズ（Robert Michael "Bob" Myers、1975年3月31日 - ）は、アメリカ合衆国のプロバスケットボール指導者および経営者。北米男子プロバスケットボールNBAのゴールデンステート・ウォリアーズのGMを務めていた。1993年から1997年までUCLAでフォワードとしてプレーし、1995年のNCAAチャンピオンメンバーの一人である。

## 経歴
マイヤーズはサンフランシスコ・ベイエリアのダンビルで生まれ、その地で育ち、モンテビスタハイスクールを卒業した後、バスケットボールプレーヤーとしては、短期大学が興味を示すのに留まったが、名門校でプレーヤーを続けたいと考え、UCLAのアシスタントコーチであったスティーブ・ラヴィンの元を訪ね、トライアウトを受けることを助言された。

### カレッジ
マイヤーズは、1993年に、UCLAの経営経済学部に入学し、UCLAブルインズにリクルートされた特待選手ではなく、所謂ウォーク・オン(一般選手)として入部し、4年間を練習生として過ごすことを目論んだ。しかし、UCLAがNCAAチャンピオンに輝いた1994-95シーズンに、アスリート特待を得ることができたものの、レギュラーシーズンの最終戦まで得点を上げることはできず、そのシーズンは平均0.3得点に終わった。
しかしながら、スポーツ・イラストレイテッドの記念号の表紙にトーナメント2回戦、残り4.8秒で、逆転となる、コート縦断の劇的な得点を挙げたチームメイトの タイアス・エドニーをマイヤーズが抱え上げている写真が掲載された。それに加え、ビル・クリントン 大統領とホワイトハウスで会うことができ、ジェイ・レノのザ・トゥナイト・ショー・ウィズ・ジェイ・レノに出演し、更には ディズニーランドでのパレードでミッキーマウスと同乗することもできた。チームメイトは彼を、その幸運の巡り合わせからフォレスト・ガンプと呼んだ。
マイヤーズは出場時間を徐々に伸ばし、ジュニア年次に 25ポンド (11 kg)の筋肉を付け、2年間で、身長 6フィート7インチ (2.01 m)、体重230ポンド (100 kg)の体躯へと成長した。彼の最終シーズンとなる1996-97シーズンのオレゴン州立大学戦で、キャリアハイの20得点を上げ、69–60での勝利に貢献した。トーナメントで、UCLAはエリート・エイト(8強)へと進み、数試合でスターターも務め、「私が決してできないと考えていたことだった。"数試合でスターターだったんだ”と子供や孫に言ってやるだろう。」とマイヤーズは語っている。カレッジ卒業後にプレーヤーとしてヨーロッパに行かなかったことを最高に後悔しているとも語っている。

### スポーツ・エージェント
マイヤーズは、ハリックからスポーツ・エージェントのアーン・テレムの紹介を受けて、1997年から、ロースクールで単位を取得する傍ら、テレムの事務所でインターンを始めた。メイヤーズは事務所でも、トップクラスのエージェントに成長し、プレーヤーの契約交渉、リクルートのエキスパートとなった 。2000年テレムの事務所がSFXスポーツとなり、メイヤーズが副社長となった。 14年間、エージェントとして過ごし、最後の５年間はワッサーマン・メディアグループに所属し、総額5億7500万ドルの契約に関与した。ブランドン・ロイ、タイリーク・エバンス、ケンドリック・パーキンスを含む19人の顧客を抱えていた。

### NBA経営者

#### ゴールデンステート・ウォリアーズ
2011年4月、マイヤーズは、ゴールデンステート・ウォリアーズにアシスタントGMとして雇用され、数年の後に、その時GMであったラリー・ライリーの後任となると目されていたが、12ヶ月という短期でGMへと昇格した。マイヤーズは2012年のNBAドラフトに於いて、後にキープレーヤーとなる、ハリソン・バーンズ、フェスタス・エジーリ、ドレイモンド・グリーンの3選手獲得に手腕を発揮し、2012-13シーズンでサンアントニオ・スパーズに敗れはしたものの、プレーオフ第2ラウンド進出の足がかりを築き、再建中のウォリアーズに1977年以来36年ぶりとなる最高のポストシーズンを齎した。シーズン終了後、カリフォルニア、ベイエリア最大の地方紙であるプレス・デモクラットは、このシーズンのチーム構築に誰よりも貢献したことを讃えた。
2014-15シーズンではヘッドコーチにコーチ経験のなかったスティーブ・カーを抜擢し、トレードの可能性の出ていたクレイ・トンプソンとの契約を延長し、結果としてチームが67勝15敗の優れた成績を残したことにより、マイヤーズはNBA最優秀役員賞に選ばれた。
2016-17シーズン、2年ぶり2度目のNBA最優秀役員賞を受賞した。
2023年5月30日、契約満了により、ゴールデンステート・ウォリアーズのGM職を同年6月30日付で退任することが発表された。

## パーソナル
妻クリステンとの間に2人の娘がいる。